# America's Most Smartest Model
Los más inteligentísimos modelos (título original: America's Most Smartest Model) es un reality show estadounidense transmitido por VH1. Los conductores del programa son Ben Stein y Mary Alice Stephenson. El show intenta hallar la inteligencia detrás de la belleza dentro de una serie de desafíos, y concede al ganador 100.000 dólares, un patrocino en la próxima campaña publicitaria de V05, y el título del "Más Inteligentísimo Modelo". El 16 de diciembre de 2007 VJ Logan fue declarado ganador de Los Más Inteligentísimos Modelos, y recibió la campaña publicitaria de V05 y los 100.000 dólares.
En VH1 Latinoamérica se empezó a transmitir los miércoles a las 10:00 p. m. a partir del 28 de mayo de 2008. La primera temporada terminó de emitirse por este canal el 6 de agosto de 2008.

## Modelos participantes
| Modelo                          | Ciudad natal                        | Edad | Episodio donde fue eliminado |
| VJ Logan                        | Grass Valley, CA                    | 22   | Ganador                      |
| Andre Birleanu                  | Moscú, Rusia                        | 25   | Episodio 11                  |
| Angela Hart                     | San Francisco, CA                   | 25   | Episodio 10                  |
| Brett Novek                     | Fort Lauderdale, FL                 | 23   | Episodio 9                   |
| Rachael Murphy (Aussie Rachael) | Sídney, Australia                   | 25   | Episodio 9                   |
| Jeff Pickel (Pickel)            | Chicago, IL                         | 25   | Episodio 8                   |
| Daniel Schuman                  | Saddle Brook, NJ                    | 24   | Episodio 7                   |
| Rachel Myers (Blonde Rachel)    | Palm Springs, CA                    | 27   | Episodio 6                   |
| Lisa Byrnes                     | Scottsdale, AZ                      | 27   | Episodio 5                   |
| Jesse Lewis                     | Sacramento,                         | 35   | Episodio 4                   |
| Mandy Lynn                      | Long Island, NY                     | 26   | Episodio 3                   |
| Erika Medina                    | Anaheim, CA                         | 22   | Episodio 2                   |
| Victoria Fisher                 | Corona Del Mar, CA                  | 22   | Episodio 1                   |
| Gastón Willig                   | Argentina                           | 27   | Episodio 1                   |
| Slavco Tuskaloski               | Nueva York / República de Macedonia | 26   | Episodio 1                   |
| Jamie Everett                   | Houston, TX                         | 26   | Episodio 1                   |

- El participante Slavco T. también participó en el reality show de VH1, Kept.
- Jesse Lewis actuó en una breve escena dentro de Nip/Tuck.
- VJ Logan apareció en un capítulo de Parental Control en MTV, donde dijo que tenía un contrato para modelar por 12 meses (los que evidentemente eran los que había ganado por el reality).

## Orden de eliminación
| Episodios                      | 1      | 2     | 3          | 4             | 5      | 6            | 7     | 8         | 9             | 10    | Final |
| ------------------------------ | ------ | ----- | ---------- | ------------- | ------ | ------------ | ----- | --------- | ------------- | ----- | ----- |
| Ganador del desafío de ventaja | Daniel | Nadie | Rachael VJ | Daniel Angela | Daniel | Pickel Brett | VJ    | Angela VJ | Andre Rachael | Andre | Nadie |
| VJ                             | SIGUE  | SIGUE | SIGUE      | SIGUE         | GANA   | BAJA         | SUBE  | SIGUE     | GANA          | BAJA  | GANA  |
| Andre                          | SIGUE  | SUBE  | SIGUE      | GANA          | SIGUE  | SIGUE        | GANA  | BAJA      | BAJA          | SUBE  | FUERA |
| Angela                         | SIGUE  | SIGUE | SIGUE      | SIGUE         | SUBE   | SIGUE        | BAJA  | GANA      | GANA          | FUERA |       |
| Brett                          | GANA   | SIGUE | GANA       | SUBE          | SIGUE  | GANA         | SIGUE | BAJA      | FUERA         |       |       |
| Rachael Murphy                 | SIGUE  | GANA  | SUBE       | GANA          | SUBE   | BAJA         | BAJA  | SIGUE     | FUERA         |       |       |
| Pickel                         | SIGUE  | GANA  | SIGUE      | SUBE          | SIGUE  | GANA         | SIGUE | FUERA     |               |       |       |
| Daniel                         | SIGUE  | BAJA  | SIGUE      | SIGUE         | SIGUE  | BAJA         | FUERA |           |               |       |       |
| Rachel Myers                   | SIGUE  | SIGUE | BAJA       | BAJA          | BAJA   | FUERA        |       |           |               |       |       |
| Lisa                           | SIGUE  | SUBE  | SIGUE      | BAJA          | FUERA  |              |       |           |               |       |       |
| Jesse                          | SUBE   | BAJA  | BAJA       | FUERA         |        |              |       |           |               |       |       |
| Mandy Lynn                     | BAJA   | BAJA  | FUERA      |               |        |              |       |           |               |       |       |
| Erika                          | SIGUE  | FUERA |            |               |        |              |       |           |               |       |       |
| Victoria                       | FUERA  |       |            |               |        |              |       |           |               |       |       |
| Gastón                         | FUERA  |       |            |               |        |              |       |           |               |       |       |
| Jamie                          | FUERA  |       |            |               |        |              |       |           |               |       |       |
| Slavco                         | FUERA  |       |            |               |        |              |       |           |               |       |       |

     (GANA) El Modelo ganó la competencia.
     (GANA) Los Modelos obtuvieron el llamado para el siguiente episodio.
     (GANA) El Modelo fue elegido por voto para bajar de la pasarela (tres más bajos); sin embargo, ganó el llamado para el siguiente episodio.
     (SUBE) El Modelo fue seleccionado como uno de los mejores participantes en el desafío, pero no ganó.
     (BAJA) El Modelo fue seleccionado como uno de los peores participantes en el desafío, pero no fue eliminado.
     (BAJA) El Modelo fue seleccionado como uno de los peores participantes dos veces, pero no fue eliminado.
     (FUERA) El Modelo fue eliminado.

## Curiosidades
- Ben Stein, conductor del reality, participó en una escena de "el hijo de la máscara"
- Debido a que Rachel Myers fue eliminada en el desafío del segundo llamado del Episodio 6, nadie fue eliminado en la ceremonia de eliminación.
- El Episodio 9 tuvo una eliminación doble.
- Brett, Pickel y Andre nunca bajaron juntos de la pasarela hasta el episodio 8.
- Tres finalistas (Angela, VJ, Andre), ganaron dos llamados para el siguiente episodio. Los 6 participantes más altos también ganaron dos llamados antes de su salida del show.
- Tanto Andre como VJ ganaron dos llamados para el siguiente episodio habiendo bajado de la pasarela por dos ocasiones.
- Los modelos Slavco y Jamie fueron eliminados la primera noche por decisión de los jueces después de que cada uno de los 16 modelos se presentara, así que ni Slavco ni Jamie participaron en ninguno de los desafíos.